# Gianfranco Sanesi
Gianfranco Sanesi (Rieti, 11 ottobre 1954) è un ex cestista italiano.

## Carriera
Nato a Rieti, spende quasi l'intera carriera nella squadra della sua città, la AMG Sebastiani Rieti, nel periodo dei maggiori successi di questa. In squadra sin dal 1973, anno della promozione in Serie A, viene ceduto in prestito due volte nel 1974-75 e nel 1977-78 prima a Palestrina e poi alla Minervini in Serie D. Dalla stagione 1978-79 fino al 1990 è stabilmente uno dei punti fermi della squadra reatina, disputando dodici stagioni in Serie A e vincendo la Coppa Korać a Liegi nel 1980.
Ha occupato il ruolo di guardia, dotato di un buon tiro dalla lunga distanza aveva nella difesa una delle sue armi migliori. Nella Sebastiani Rieti, In coppia con Roberto Brunamonti ha costituito uno dei più grandi e forti esempi di play-guardia del campionato italiano. 
È stato capo allenatore della Nuova Pallacanestro Dese, militante in promozione nel girone padovano nelle annate 2013-2016.

## Palmarès
- Coppa Korać: 1

Sebastiani Rieti: 1979-80